# Вулиця Євгена Коновальця (Конотоп)
Вулиця Євгена Коновальця — вулиця міста Конотоп Сумської області.

## Розташування
З'єднує центральну частину міста з привокзальним районом. Пролягає від перетину з вулицями Братів Лузанів, Садової та Миколи Амосова до вулиці Деповська.

## Назва
Названа на честь Євгена Михайловича Коновальця.

## Історія
Відома з 20-х років XX століття. Згадується вперше 28 червня 1929 року.
Перша відома назва вулиці — вулиця Межова. Деякі дослідники вважають, що назва означала межу самого міста, або межу між його районами.
З 1944 року — вулиця Ватутіна. Названа на честь Героя Радянського Союзу Генерала Ватутіна Миколи Федоровича.
З 1 грудня 2015 року — вулиця Євгена Коновальця..